# Terry McGovern (boxe anglaise)
Pour les articles homonymes, voir McGovern.
Terry McGovern est un boxeur américain né le 9 mars 1880 à Johnstown, Pennsylvanie, et mort le 22 février 1918.

## Carrière
Champion du monde poids coqs après sa victoire par KO au 2e round contre Pedlar Palmer le 12 septembre 1899, il laisse son titre vacant et devient champion du monde poids plumes le 9 janvier 1900 en battant au 8e round George Dixon. McGovern cède son titre l'année suivante au profit de Young Corbett II par KO à la seconde reprise.

## Distinction
- Terry McGovern est membre de l'International Boxing Hall of Fame depuis 1990[3].

## Galerie

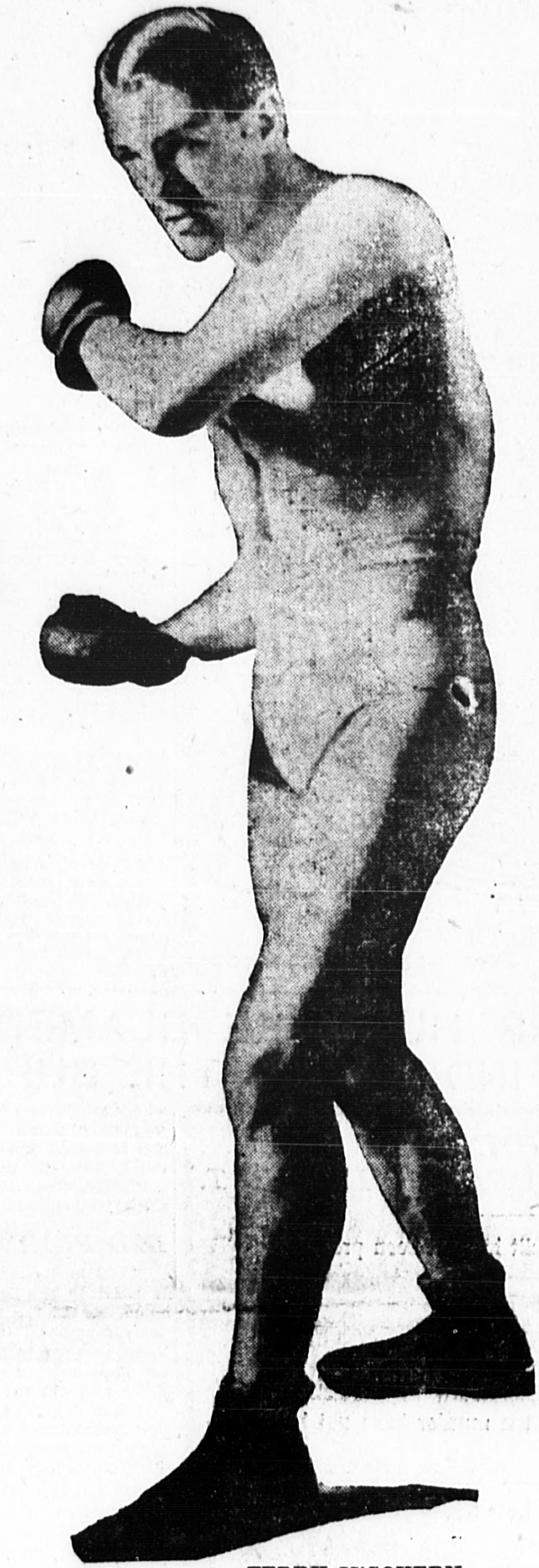
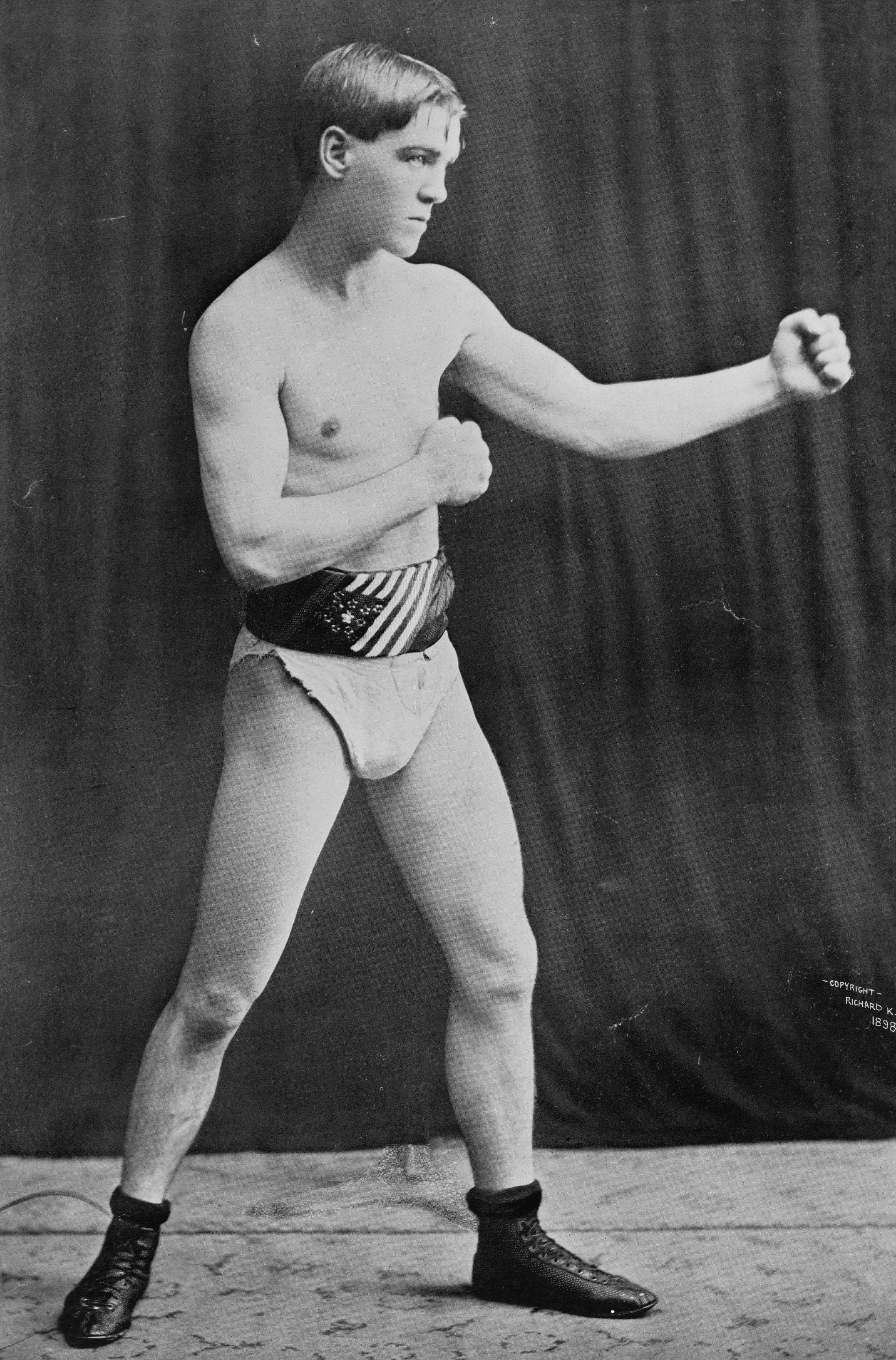